# Joan I de Wittelsbach
Joan I de Baviera (29 de novembre de 1329 - 20 de desembre de 1340), (en alemany: Johann das Kind, Herzog von Niederbayern), va ser el darrer duc de la Baixa Baviera des 1339 a 1340.
Joan I era el fill d'Enric XIV (II), duc de la Baixa Baviera, i de Margarida de Bohèmia. Els seus avis materns van ser Joan I de Bohèmia i Elisabeth de Bohèmia
Es va casar amb Anna de Baviera (1326 - 3 de juny de 1361), filla de Lluís IV de Baviera. Era un menor d'edat quan va pujar al tron de la Baixa Baviera, sent del darrer duc, exercint només un any (sota regència), ja que va morir amb 11 anys a finals del 1340, quan el ducat de la Baixa Baviera va passar a l'emperador i parent Lluís IV (que era el duc Lluís IV d'Alta Baviera), que va reunir les dues parts del ducat de Baviera el gener de 1341 (com a Lluís IV de Baviera). La seva mare Margarida de Bohèmia, com a membre de la dinastia dels Luxemburg, llavors va haver de tornar a Bohèmia.